# Leonsberg (berg i Österrike)
Leonsberg är ett berg i Österrike.   Det ligger i distriktet Gmunden och förbundslandet Oberösterreich, i den centrala delen av landet, 220 km väster om huvudstaden Wien. Toppen på Leonsberg är 1 745 meter över havet, eller 972 meter över den omgivande terrängen. Bredden vid basen är 13,2 km. Leonsberg ligger vid sjön Schwarzensee.
Terrängen runt Leonsberg är bergig österut, men västerut är den kuperad. Närmaste större samhälle är Bad Ischl, 6,1 km sydost om Leonsberg. 
I omgivningarna runt Leonsberg växer i huvudsak blandskog. Runt Leonsberg är det ganska tätbefolkat, med 70 invånare per kvadratkilometer.